# سرسکو، نبراسکا
سرسکو(به انگلیسی: Ceresco) شهری در ایالت نبراسکا کشور ایالات متحده آمریکا است که جمعیت آن در سرشماری سال ۲۰۱۰ میلادی، ۸۸۹ نفر بوده‌است.